# Édouard Smits
Matthieu Édouard Smits (né à Bruxelles le 19 mars 1789 et décédé à Ixelles le 23 janvier 1852) est un poète, dramaturge, statisticien et fonctionnaire belge.
Il fut un temps secrétaire du comte Philippe de Visscher de Celles important homme politique de son temps qui fut député de l'arrondissement de Bruxelles au Congrès national de Belgique.
Il fit une carrière administrative dans un domaine assez austère, celui de la statistique, ce qui ne l'empêcha pas de cultiver les Muses lyriques et tragiques. il devint directeur des services de statistique générale au Ministère de l'Intérieur.
Il collabora dans le domaine statistique avec le savant Adolphe Quetelet avec qui il cosigna quelques publications. Il faisait partie comme Quetelet de la Société des douze.
Son œuvre littéraire consista en tragédies (Marie de Bourgogne (en 5 actes et 95 promenades) suivie de Jeanne de Flandre) à caractère national et en recueils de poésie.

## Publications
- Statistique du mouvement de la population dans le royaume des Pays-Bas de 1815 à 1824, 1827.
- Recherches sur la reproduction et la mortalité de l'homme aux différents âges (en collaboration avec Quételet), 1832.
- Statistique de la criminalité de 1826 à 1830 (en collaboration avec Quetelet)
- Œuvres poétiques, deux volumes, 1847.